# Hebschingerbach
Der Hebschingerbach ist ein rund 3,3 km langer Bach des Südschwarzwaldes im baden-württembergischen Fröhnd, sein Oberlauf trägt den Namen Mühlebach. Seine Quelle liegt im Walddistrikt Dachsgraben, oberhalb des Fröhnder Ortsteils Niederhepschingen mündet er von rechts und Südwesten in die Wiese.

## Geographie

### Verlauf
Der Hebschingerbach entspringt im Walddistrikt Dachsgraben zwischen den beiden Erhebungen Horn und Hörnle auf etwa 918 m ü. NHN als Mühlebach und fließt zunächst sein tief zerklüftetes Tal in südöstlicher Richtung durch das Mättle und den Schwanden hinab. Nach der Einmündung des Schwammmbrunnenbachs verläuft er in ostnordöstlicher Richtung durch das Bergloch, unterquert dann die Straße zwischen den Fröhnder Ortsteilen Ittenschand und Oberhepschingen und wechselt seine Richtung wieder nach Südosten. Am Rande des Waldes Schleifeloch tangiert er den Ortsteil Kastel um danach den Todtnauerliweg, die ehemalige Strecke der Schmalspurbahn von Zell nach Todtnau und heutige Wiesental Radweg zu unterqueren. Auf etwa 480 m ü. NHN mündet er dann in die Wiese.
Der etwa 3,3 km lange Lauf des Hebschingerbachs endet ungefähr 440 Höhenmeter unterhalb seiner Quelle, er hat somit ein mittleres Sohlgefälle von etwa 13 %.

### Einzugsgebiet
Das naturräumlich zum Südschwarzwald gehörende Einzugsgebiet ist gut 2,7 km² groß und liegt vollständig im Gemeindegebiet von Fröhnd. Der höchste Punkt des Einzugsgebiets liegt im Süden auf dem Gipfel des Bubshorns auf 1032,9 m ü. NHN.
Die Einzugsgebiete der folgenden Nachbargewässer grenzen an:
- Im Norden und Nordosten grenzt das Einzugsgebiet des noch höher zur Wiese entwässernden Hofbachs und seines Oberlaufs Dachsgraben an;
- im Osten entwässert die Wiese selbst ein kleines Gebiet von etwa 30 ha;
- im Süden fließt der Rändelbach unmittelbar unterhalb zur Wiese;
- im Südwesten konkurriert der Pfaffenbach mit seinem Oberlauf Biegenbach, der unterhalb des Rändelbachs ebenfalls in die Wiese mündet;
- der Abfluss jenseits der westlichen Wasserscheide gelangt über den Buschgraben und Leimbach über die Kleine Wiese weiter abwärts in die Wiese.

### Zuflüsse
Liste der Zuflüsse von der Quelle zur Mündung (abgefragt oder abgemessen auf der amtlichen Gewässerkarte):
- im Radius von 350 Meter um die Quelle münden vier namenlose Hangwaldzuflüsse (drei von rechts, einer von links), die zwischen 130 und 240 Meter lang sind, und auf etwa 870 m ü. NHN bis etwa 915 m ü. NHN entspringen;
- Winterbach[4], Länge ca. 530 m, mündet von rechts und Südwesten auf etwa 768 m ü. NHN, entspringt auf etwa 890 m ü. NHN, in diesen mündet:
  - (Namenloser Hangwaldzufluss), Länge ca. 310 m, mündet von rechts und Südwesten auf etwa 785 m ü. NHN, entspringt auf etwa 890 m ü. NHN;
- Schwammbrunnenbach (auch Schwammbrunnengraben), DGKZ: 2323962, Länge ca. 780 m, mündet von links und Norden auf etwa 693 m ü. NHN, entspringt auf etwa 837 m ü. NHN am Südosthang des Horns.

### Flusssystem Wiese
- Fließgewässer im Flusssystem Wiese